# Lewykroppsdemens
Lewykroppsdemens är en typ av demenssjukdom.
Vid Lewykroppsdemens förekommer proteinansamlingar av alfasynuklein, så kallade Lewykroppar, i nervceller i hjärnan. Lewykroppar förekommer också vid vissa former av Parkinsons sjukdom.

## Symptom
Lewykroppsdemens går med störningar av kognition, rörelsemönster, sömn och kroppsliga funktioner. Minnessvikt föreligger inte alltid tidigt i sjukdomsförloppet, till skillnad från de flesta andra typer av demens.
Synhallucinationer och störning av synen i form av illusioner är vanligt förekommande. Kognitiva störningar såsom irrationellt beteende kan vara fluktuerande över dagen, likaså medvetandegraden som kan visa sig som slöhet dagtid. Rörelsemönstret uppvisar ofta parkinsonsism vilket innebär motoriska drag likt dem vid Parkinsons sjukdom, exempelvis långsamma rörelser och rubbningar i gångmönster. Till skillnad från rörelsemönstret vid tidiga stadier av Parkinsons sjukdom uppvisar Lewykroppsdemens ofta dessa tecken på båda sidor av kroppen tidigt i förloppet och mer sällan skakningar (tremor) i vila.

## Läkemedel
Sjukdomen går inte att bota. I tidigt skede lindraskan kolinesterashämmare användas för kognitionen, som också används vid Alzheimers sjukdom. Vid alltför besvärande motoriska problem kan låga doser av levodopa-läkemedel användas, som också används vid Parkinsons sjukdom. Många personer med Lewykroppsdemens har en stor känslighet mot neuroleptikumläkemedel, som därför bör undvikas.